# Podłoże Simmonsa
Podłoże Simmonsa (podłoże z cytrynianem) – to podłoże hodowlane typu wybiórczego, w którym jedynym źródłem węgla dla drobnoustrojów jest cytrynian, więc szczepów niemetabolizujących tego związku nie można wyhodować na tej pożywce. Escherichia, Shigella to przykładowe rodzaje bakterii niepotrafiące wykorzystywać cytrynianu.
Skład:
- Agar
- Chlorek sodu
- Cytrynian sodu
- Fosforan potasowy
- Fosforan amonowy
- Siarczan magnezowy
- Błękit bromotymolowy
- Woda destylowana

Wzrostowi bakterii towarzyszy zmiana pH na wyższe (bardziej zasadowe) na skutek wytwarzania amoniaku z fosforanu amonowego. Wzrost pH powoduje zmianę koloru indykatora, jakim jest błękit bromotymolowy, na niebieski. Zieleń jest pierwotnym zabarwieniem pożywki.
Czas inkubacji wynosi zazwyczaj dwa dni w temperaturze 38°.